# マーティン・バーチ
マーティン・バーチ（Martin Birch、1948年12月27日 - 2020年8月9日）は、イングランドの音楽プロデューサー。

## 経歴
サリー州ウォキング出身。
フリートウッド・マックやフェイセズの初期作品にエンジニアやプロデューサーとして関与。その後ディープ・パープル、レインボー、ブラック・サバス、ホワイトスネイク、ブルー・オイスター・カルトなど、HR/HM系アーティストの作品を多数プロデュースした。ディープ・パープルの「ハード・ラヴィン・マン」（アルバム『イン・ロック』収録）は彼に捧げられた曲である。
キャリアの晩年にはアイアン・メイデンの作品の殆どをプロデュースし、1992年のアルバム『フィア・オブ・ザ・ダーク』を最後に業界を引退するまで、6番目のメンバーと言われる程の関係だった。「ホーリー・スモーク」（アルバム『ノー・プレイヤー・フォー・ザ・ダイイング』収録）のビデオに出演した。
2020年8月9日に死去した。71歳没。

## プロデュース作品
※名義のバンド名と個人名をアルファベット順に列記。個人名は姓に従った。
ブラック・サバス（Black Sabbath）
- 『ヘヴン&ヘル』（1980年）
- 『悪魔の掟』（1981年）

ブルー・オイスター・カルト（Blue Oyster Cult）
- 『カルトサウルス・エレクタス(Cultösaurus Erectus)』（1980年）
- 『呪われた炎(Fire Of Unknown Origin)』（1981年）

The Cortinas
- 『True Romances』（1978年）

ディープ・パープル（Deep Purple）
- 『嵐の使者』（1974年）
- 『カム・テイスト・ザ・バンド』（1975年）
- 『メイド・イン・ヨーロッパ』（1976年）
- 『ラスト・コンサート・イン・ジャパン』（1977年）

フリートウッド・マック（Fleetwood Mac）
- 『ペンギン(Penguin)』（1973年）
- 『神秘の扉(Mystery to Me)』（1973年）

ロジャー・グローヴァー（Glover, Roger）
- 『エレメンツ(Elements)』（1978年）

アイアン・メイデン（Iron Maiden）
- 『キラーズ』（1981年）
- 『魔力の刻印』（1982年）
- 『頭脳改革』（1983年）
- 『パワースレイヴ』（1984年）
- 『死霊復活』（1985年）
- 『サムホエア・イン・タイム』（1986年）
- 『第七の予言』（1988年）
- 『ノー・プレイヤー・フォー・ザ・ダイイング』（1990年）
- 『フィア・オブ・ザ・ダーク』（1992年）

ジョン・ロード（Lord, Jon）
- 『スペインの哀愁(Sarabande)』（1976年）

バーニー・マースデン（Marsden, Bernie）
- 『アンド・アバウト・タイム』（1979年）

マイケル・シェンカー・グループ（Michael Schenker Group）
- 『黙示録(Assault Attack)』（1982年）

ゲイリー・ムーア（Moore, Gary）
- 『グラインディング・ストーン』（1973年）

コージー・パウエル（Powell, Cozy）
- 『オーヴァー・ザ・トップ(Over the Top)』Moor（1979年）

レインボー（Rainbow）
- 『銀嶺の覇者』（1975年）
- 『虹を翔る覇者』（1976年）
- 『オン・ステージ』（1977年）
- 『バビロンの城門』（1978年）
- 『ファイナル・ヴァイナル』（1986年）

シルヴァーヘッド（Silverhead）
- 『恐るべきシルバーヘッド』（1972年）

ストレイ（Stray)
- 『嵐の宮殿』（1971年）

Nina van Pallandt（van Pallandt, Nina）
- 『The Other Side Of Me』（1974年）

Wayne County & the Electric Chairs
- 『The Electric Chairs』（1978年）
- 『Storm The Gates Of Heaven』（1978年）

ホワイトスネイク（Whitesnake）
- 『スネイクバイト(Snakebite)』（1978年）
- 『トラブル』（1978年）
- 『ラヴハンター』（1979年）
- 『ライヴ・アット・ハマースミス』（1980年）
- 『フール・フォー・ユア・ラヴィング』（1980年）
- 『ライヴ…イン・ザ・ハート・オブ・ザ・シティ』（1980年）
- 『カム・アンド・ゲット・イット』（1981年）
- 『セインツ・アンド・シナーズ(Saints&Sinners)』（1982年）
- 『スライド・イット・イン(Slide It In)』（1984年）